# カチャポアル県
カチャポアル県（スペイン語: Provincia de Cachapoal）は、チリ中部にあるリベルタドール・ベルナルド・オイギンス州 (第VI州) の3つの県のうちの1つである。県都はランカグア市（人口214,344人）。

## 地理と人口動態
以下は、国立統計研究所（INE）の2002年国勢調査による。
- 面積：7,384.2 km2 (2,851 sq mi)
- 人口：542,901人 - 国内5位
  - 男性：271,226人
  - 女性：271,675人
- 人口密度：73.5人/k㎡（190人/平方マイル）
- 人口増加率：13.8%（65,871人） - 1992年〜2002年

## 行政
県であるカチャポアルは、第2級行政区画であり、大統領によって任命される知事が政治を行っている。

### コムーナ
県は、各自治体の市長と議会により政治が行われる、17のコムーナ（スペイン語：comunas）から構成される。
- コデグア
- コインコ
- コルタウコ
- ドニウェ
- グラネロス
- ラス・カブラス
- マチャリ
- マリョア
- オリバール
- ペウモ
- ピチデグア
- キンタ・デ・ティルココ
- ランカグア
- レキノア
- レンゴ
- モスタサル
- サン・ビセンテ・デ・タグア・タグア